# Japchae
Japchae (koreanisch 잡채) (auch Jabchae oder Chapchae) ist eine koreanische Nudelspeise, die mit Süßkartoffelnudeln (kor. 당면, Hanja 唐麵, Dangmyeon) hergestellt wird.
Die Nudeln werden gekocht und verschiedene, feingeschnittene, gebratene Gemüsearten (typischerweise Karottenstreifen, Zwiebeln, Spinat, und Pilze) untergemischt. Wahlweise können auch Rindfleischstreifen hinzugefügt werden. Gewürzt wird mit Sojasauce, Knoblauch, Sesamöl und ggf. Zucker, garniert mit Sesamkörnern und oftmals Scheiben von rotem Chili.
Ursprünglich wurde Japchae ohne Nudeln zubereite und war ein beliebtes Gericht am königlichen Hof während der Joseon-Dynastie. Die heutige Form mit Glasnudeln entwickelte sich später.
Die Nudeln für Japchae werden aus Süßkartoffelstärke hergestellt und meist als Nebenspeise serviert, obwohl es auch als Hauptspeise dienen kann. Japchaebap (잡채밥) bedeutet, dass Reis mit Japchae gereicht wird. Japchae kann heiß oder kalt gegessen werden.